# Bandiera del Sarawak
La bandiera del Sarawak, ufficialmente conosciuta come Ibu Pertiwi, è la bandiera ufficiale del Sarawak, uno stato della Malaysia. Si basa sulla bandiera del Regno di Sarawak del Rajah bianco e include il giallo dei reali del sud-est asiatico. Un giallo simile e una diagonale nera si trovano nella bandiera del Brunei, sebbene il giallo del Brunei abbia una tonalità più brillante.

## Storia

### Durante il regno di James Brooke

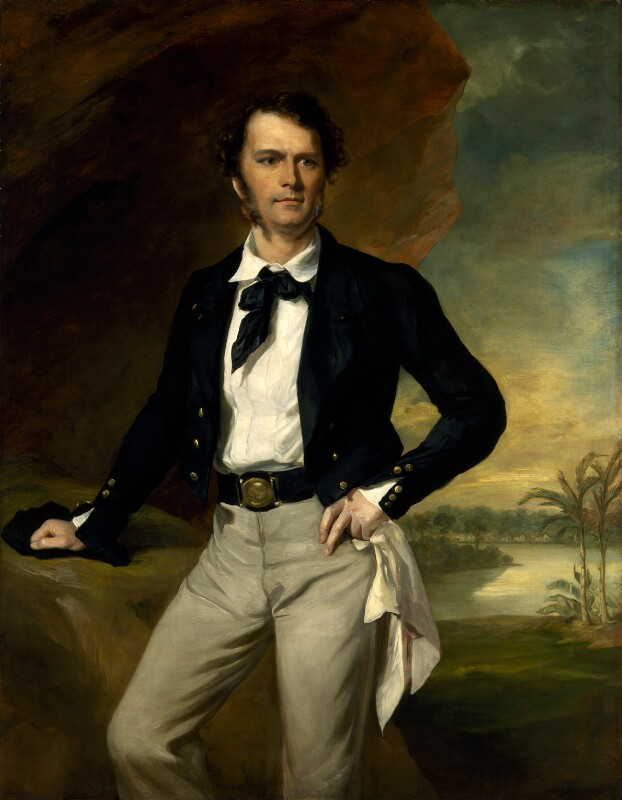
Sir James, il fondatore del Regno

Guidone del Royal Yacht Squadron

James Brooke, il primo Rajah bianco, salpò dall'Inghilterra nel dicembre del 1838, sulla The Royalist, che era una nave registrata presso il Royal Yacht Squadron . In quanto tale, era autorizzato a sventolare la White Ensign e un guidone del Royal Yacht Squadron. Vari autori hanno suggerito che James potrebbe aver usato queste bandiere per rappresentare se stesso e forse anche il Sarawak prima del 1848, ma nessuna prova è stata citata per dimostrare che questa bandiera sia mai stata usata per rappresentare lo stesso Sarawak.

La bandiera del Sarawak fu issata per la prima volta il 21 settembre 1848, come descritto da James Brooke nella sua lettera a Lord Palmerston datata 14 marzo 1849

La prima bandiera progettata e realizzata per il Sarawak fu issata per la prima volta il 21 settembre 1848. Brooke ha tenuto una cerimonia a casa sua, nel parco dell'Astana. Durante questa cerimonia "Una nuova bandiera, che il Rajah aveva portato dall'Inghilterra, fu quindi spiegata per la prima volta, mostrando una croce nera e rossa su campo giallo. Questa sarebbe stata d'ora in poi la bandiera nazionale del Sarawak".
Questa bandiera è stata sventolata per quasi sei mesi prima che James chiedesse l'approvazione del Ministero degli Esteri britannico. Il 14 marzo 1849 James scrisse una lettera al ministro degli esteri britannico Lord Palmerston. James scrisse:
Nel giugno 1849 Lord Palmerston approvò l'uso della bandiera del Sarawak e inoltrò la descrizione e la rappresentazione della bandiera di James all'Ammiragliato britannico.
La prima traccia conosciuta di una nave battente bandiera del Sarawak lasciò il Sarawak il 12 dicembre 1851. Era la barca "Fater Sarawak" capitanata da Cowan, che arrivò a Singapore il 19 dicembre 1851.

### Descrizioni dei colori incoerenti
C'è stata confusione sulla storia dei colori della croce sulla bandiera perché alcuni autori hanno riportato sia il viola che il blu invece del nero come l'altra metà della croce opposta alla metà rossa. Per esempio,
1. Harriette McDougall ha scritto "La bandiera del Sarawak è una croce rossa e viola, fuori dallo scudo araldico di Sir James Brooke, su fondo giallo, essendo il giallo il colore reale del Borneo"[9]
2. Ma McDougall scrisse anche: "Quando eravamo a Singapore durante l'inverno del 1849, papà aveva un pulpito e un leggio, sedie e una finestra a est di vetro dipinto, realizzata con la croce della bandiera del Sarawak, blu intenso e rosso, su un fondo giallo, per la luce centrale."[10]
3. E infine in un libro successivo McDougall scrisse anche questo: "Il 24 luglio ci lasciarono ben diciotto prahu malesi, presidiati da venti a settanta uomini ciascuno, e decorati con innumerevoli bandiere e stendardi, dei colori più brillanti, la bandiera del Sarawak, una croce rossa e nera su campo giallo, sempre a poppa."[11]

A causa di queste descrizioni incoerenti del colore della croce, insieme ad altre prove circostanziali trovate negli archivi di Stato, Wilfrid John Chater sviluppò una teoria secondo cui la bandiera del Sarawak sventolata il 21 settembre 1848 portava una croce blu e rossa. Pubblicò per la prima volta questa teoria sul Sarawak Gazette il 30 novembre 1964 in un articolo intitolato "Bandiere". Concluse che, poiché aveva trovato un documento che utilizzava la frase "cambia la stamina blu in nera" datata 6 maggio 1870, Charles doveva aver cambiato il colore della bandiera in quella data. Questa conclusione errata è stata ristampata in numerose fonti a partire dal 1964.
Chater affermò che non c'erano altre menzioni del colore della croce sulla bandiera prima del 1870, ma in realtà ce ne sono diverse:
1. Bandiera testimoniata nel 1866 - Cuthbert Collingwood - "sventola la bandiera del Rajah - un'ampia croce, metà rossa e metà nera, su un fondo color cuoio"[13]
2. Bandiera testimoniata nel 1863 - Frederick Boyle - "Una croce, metà rossa e metà nera, in campo giallo, è la bandiera del Sarawak"[14]
3. Bandiera testimoniata nel 1849 - Charles Thomas Constantine Grant - "La nostra bandiera Sarāwak, un fondo dorato con una croce nera e rossa, sventolava sulla poppa, mentre passavamo tra le case della città malese"[15]
4. La bandiera fu testimoniata nel 1848 dal giorno dell'alzabandiera - Henry Keppel - "che mostrava una croce nera e rossa in campo giallo"[4]
5. Bandiera Progettata da James Brooke e descritta e raffigurata nella sua lettera del 1849 a Palmerston - "adotta l'uso della bandiera, che è un campo giallo, con una croce rosso pallido"[5][6]

### Dopo il regno di James Brooke

Bandiera del governo del Sarawak (~ 1870-1946)

Su consiglio di altri, all'inizio degli anni '70 dell'Ottocento, Charles Brooke, il secondo Rajah bianco, "autorizzò un segno distintivo nella bandiera del governo mediante l'introduzione della corona". La Corona Orientale è un simbolo araldico usato dai Pari Reali che si sono distinti in Oriente. Fu associato per la prima volta ai Brookes quando fu incorporato nello stemma assegnato postumo al padre di James, Thomas Brooke Esq. (1760-1835) il 9 novembre 1848 e ne fu consentito l'utilizzo a lui e ai suoi discendenti.

Bandiera mercantile del Sarawak ~1870

Una volta che Charles distinse la bandiera originale con una corona, la bandiera originale del 1848 progettata da James continuò ad essere utilizzata come bandiera mercantile del Sarawak sulle navi del Sarawak e destinata ad essere utilizzata per altre organizzazioni non governative, ma furono create ulteriori varianti della bandiera per la Missione SPG, la nave a vapore Sri Sarawak, gli uffici della compagnia del Borneo e della missione cattolica. Charles in una lettera scritta in seguito descrive la situazione. "La Missione avanzò una pretesa di avere una bandiera distintiva poiché non avevano diritto ad una corona, né erano mercantili, e la bandiera della Missione fu istituita da questa data..."

Stendardo del Rajah: la bandiera personale del Rajah introdotta intorno al 1870

Charles Brooke creò anche una nuova bandiera per rappresentare il Rajah del Sarawak, chiamata Stendardo del Rajah. Questa bandiera è stata registrata presso il College of Arms di Londra ed è descritta come "una bandiera gialla biforcuta, caricata con una croce per zibellino chiaro e rosso caricato con una corona e con il braccio laterale rosso della croce esteso a saltire in ciascun punto della forchetta."
Charles Vyner Brooke, il terzo e ultimo Rajah bianco del Sarawak, non ha apportato alcuna modifica alle bandiere del Sarawak.

### Dopo i Rajah bianchi

Bandiera della colonia della corona di Sarawak. (1947-1963)

Quando il Sarawak fu ceduto alla Corona britannica il 1 luglio 1946, la bandiera del governo del Sarawak fu mantenuta come stemma concesso dal College of Arms il 10 marzo 1947, e posta su un Blue Ensign. La bandiera del governo del Sarawak del 1870 vide l'uso continuato anche dopo la cessione, sventolando fianco a fianco con la bandiera dell'Unione. Dopo la formazione della Malaysia e la successiva indipendenza dello stato dal Regno Unito, la bandiera rimase in uso e invariata fino al 1973.

Simile alla bandiera ceca, ma invertita e con rapporto 1:2. (1973-1988)

La Trisakti fu adottata nel decimo anniversario dell'indipendenza del Sarawak il 31 agosto 1973, e fu issata per la prima volta dall'allora Primo Ministro del Sarawak, Tun Abdul Rahman Yacoob, che disegnò anche la bandiera. Ad accompagnare il nuovo design della bandiera c'era il nuovo inno e motto di stato, Sarawak Bahagia ("Sarawak pacifica") e Hidup Selalu Berkhidmat ("Vivi per servire"). Assomigliava alla bandiera rovesciata della Cecoslovacchia (in seguito bandiera ceca ).

Bandiera dello stato del Sarawak attualmente in uso.

Il 31 agosto 1988, la bandiera fu nuovamente sostituita con la versione attuale insieme a un nuovo inno e motto di stato, Ibu Pertiwiku ("La mia patria") e Bersatu, Berusaha, Berbakti ("Uniti, sforzandosi, servendo"). Il nuovo design è stato adottato in occasione del 25º anniversario dell'indipendenza del Sarawak all'interno della Federazione della Malesia. Ha riportato in uso lo stesso schema di colori della bandiera dell'ex regno, in una nuova forma: la croce è stata sostituita con due barre diagonali e la corona è stata sostituita con una stella a nove punte che simboleggia le nove divisioni originarie del Sarawak,  al fine di eliminare ogni riferimento esplicito al cristianesimo e ad una monarchia sovrana. Ai colori venne assegnato il seguente simbolismo ufficiale: il giallo rappresenta la legge e l'ordine, l'unità e la stabilità; il rosso rappresenta il coraggio per lo Stato; e il nero rappresenta le risorse naturali. Alla stella è stato anche dato il significato di rappresentare le aspirazioni dei Sarawakiani.

## Simbolismo

### La bandiera del Raj del Sarawak (1870-1946) e la bandiera del primo stato del Sarawak (1963-1973)
Si dice che lo sfondo giallo rappresenti i malesi e le linee rosse e nere rappresentino le comunità cinese e Dayak. La corona simboleggia il Rajah del Sarawak e le sue cinque punte rappresentano le cinque divisioni territoriali dell'epoca.
Oggi, queste bandiere sono ancora utilizzate da due partiti separatisti, Federal Bumi Kenyalang (FBK) e Parti Aspirasi Rakyat Sarawak (ASPIRASI, ex Partito della Riforma di Stato; STAR) come propaganda della separazione dello stato dalla Malesia, tra gli altri oggetti usati durante elezioni.

### La bandiera "Trisakti" (1973-1988)
Sulla bandiera Trisakti, il triangolo blu rappresenta l'unità tra il popolo del Sarawak, il rosso rappresenta il coraggio e la perseveranza e il bianco rappresenta l'onestà e la purezza.

### L'attuale bandiera dello stato del Sarawak (1988-oggi)
La stella a nove punte serve a rappresentare le allora nove divisioni dello stato, mentre il colore giallo denota l'importanza di sostenere la legge, l'unità e la stabilità nella diversità.
Il rosso rappresenta il coraggio e il nero è il simbolo delle abbondanti risorse naturali che il Sarawak possiede.

## Bandiere storiche del Sarawak

La bandiera del Sarawak issata il 21 settembre 1848 descritta da James Brooke nella sua lettera a Lord Palmerston del 14 marzo 1849.[5][6] Divenne la bandiera mercantile del regno nel 1870 e veniva usata solo su navi non appartenenti al governo.
Bandiera del governo: utilizzata per rappresentare il governo del Sarawak dal (~1870-1946).
Stendardo del Rajah: la bandiera personale del Rajah introdotta intorno al 1870.
Bandiera del governatore del Sarawak (usata dopo il 10 marzo 1947-1963).
Bandiera della colonia della corona di Sarawak (introdotta dopo il 10 marzo 1947-1963, ma non ampiamente utilizzato).
Bandiera dello stato del Sarawak (1963–1973), basata sulla bandiera del governo del Raj del Sarawak, con rapporto definito di 1:2.
La bandiera di "Trisakti". Simile alla bandiera ceca, ma invertita e con rapporto 1:2 (1973-1988).
Bandiera dello stato del Sarawak attualmente in uso.

## Bandiere di città, distretti e municipi
Il Sarawak non assegna bandiere per le sue città, distretti e aree municipali. Tuttavia, alcune autorità governative locali dello stato hanno adottato le proprie bandiere.